# Bhagat Sunder
Bhagat Sunder est un des dévots, saints hindous ou soufis qui a vu de ses œuvres compilées et servir d'hymnes de prières dans le livre saint des sikhs, le Guru Granth Sahib. Ces dix-sept auteurs suivant la voix du bhakti sont appelés bhagats, bien que certains soient dénommés Gursikh : un sikh dévot à un gourou. Sunder, appelé aussi Sundar ou Baba Sundar était selon la tradition un descendant de l'un des gourous fondateurs du sikhisme, Guru Amar Das ; des historiens disent que Sundar était son arrière-petit-fils, d'autres son petit-fils. Six hymnes de Sunder se retrouvent dans le Guru Granth Sahib aux pages 923 et 924,.
Ceux-ci compilés sous le titre de Ramkali sadu évoquent la vie de son célèbre aïeul, Guru Amar Das, vie consacrée au Tout Puissant, notamment à travers la méditation.